# Dreikönigenhaus
Pour les articles homonymes, voir Dreikönigenhaus (homonymie).
La Dreikönigenhaus (maison des Rois mages), située Simeonstraße à Trèves, en Allemagne, non loin de la Porta Nigra, est une maison patricienne gothique en forme de tour d'habitation. Son nom provient des années 1680, lorsque Johann Cornet y dirigeait l'auberge « Aux Trois Rois » (Zu den drei Königen). À l'origine, la maison s'appelait Zum Säulchen, en référence à la colonne couronnée du pignon et aux colonnes de marbre élaborées des fenêtres.

## Histoire et description
Il existe actuellement treize maisons-tours médiévales à Trèves, dont les plus anciennes, de style roman, sont la tour de Jérusalem (XIe siècle), la Frankenturm (vers 1100) et le Konviktsturm (probablement du XIIe siècle), correspondent au type arx (château, tour de défense), tandis que les plus récentes, de style roman tardif ou gothique (comme la Dreikönigenhaus et la Steipe) appartiennent davantage au type domus (maison, immeuble d'habitation). Les premières tours servaient aux ministères épiscopaux en tant que bâtiments résidentiels et défensifs, tandis que les dernières maisons, principalement résidentielles de patriciens riches et influents (comme celle-ci) ou de bâtiments représentatifs du conseil municipal (comme la Steipe). La Dreikönigenhaus appartenait probablement à une famille d'échevins et de conseillers de Trèves.
Selon les découvertes dendrochronologiques, la maison a été commencée vers 1200 et achevée en 1231 et se composait à l'origine de deux bâtiments séparés (bâtiment avant et arrière), qui ont ensuite été réunis par un escalier. Le bâtiment avant a un plan d'étage presque carré; Contrairement aux anciennes tours résidentielles à parement de pierre, sa façade est plâtrée et colorée, avec des bandes de pilastres verticales et des frises cintrées. L'entrée principale était à l'origine située en hauteur, au premier étage, et dont la porte, à côté des trois fenêtres jumelles couplées, est placée un peu plus bas (au-dessus de l'entrée droite d'aujourd'hui). À cette époque, la maison n'était accessible que par un escalier en bois, qui était démonté en cas de danger et remplacé par une échelle rétractable (un accès constant à l'échelle est peu probable), contrairement à l'Overstolzenhaus de Cologne, qui date à peu près à la même époque et qui possédait des fenêtres au rez-de-chaussée, car les murs de la ville de Trèves ne semblent pas avoir offert la même force défensive à cette époque.
Le deuxième étage est doté de quatre fenêtres jumelles couplées avec des arcs en ogive, de bandes de pilastres se terminant par des arcs ronds de différentes largeurs. Le mur d'écran en gradins au-dessus a deux oculi ronds sur les côtés et un groupe de trois fenêtres au milieu, au-dessus d'une niche avec une colonne centrale. Les bandes de pilastre se terminent par des arcs en feuilles de trèfle. Au sous-sol et au rez-de-chaussée les pièces sont voûtées et reposent sur des piliers centraux en pierre. Aux étages supérieurs, des piliers centraux en bois soutiennent les solives des plafonds.
Le bâtiment arrière, séparé à l'origine, qui était probablement un bâtiment utilitaire annexe, est maintenant relié à la maison-tour par un escalier. Il est haut de deux étages sur un plan d'étage rectangulaire et comporte deux fenêtres cintrées couplées à l'arrière de l'étage supérieur et de simples fenêtres cintrées au-dessus, dont l'une comporte un meneau. On ignore si le complexe était isolé au moment de la construction ou s'il était entouré d'autres bâtiments.
Vers 1466, le bâtiment avant, ressemblant à une maison-tour, est restauré et probablement modifié. Le toit du bâtiment avant date de 1696. En 1829, des cloisons ont été élevées dans les pièces du bâtiment avant. Après plusieurs rénovations, le bâtiment a été restauré en 1938 selon les plans du conservateur de la ville Friedrich Kutzbach (tout comme la Frankenturm), avec une tentative de restaurer l'état médiéval autant que possible. Le pignon triangulaire a été étendu à un mur d'écran à gradins, comme le montre la vue de la ville par Sebastian Münster, à partir de 1542. Une autre rénovation a eu lieu en 1973.

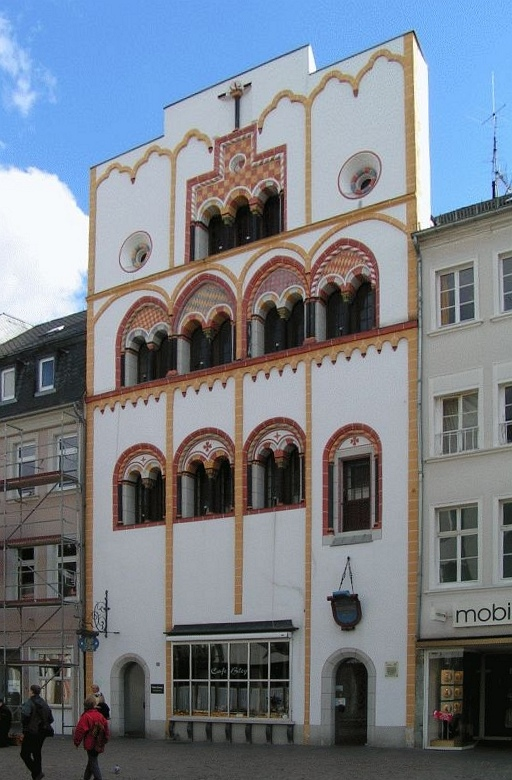
L'immeuble avant la rénovation du rez-de-chaussée de l'été 2008.
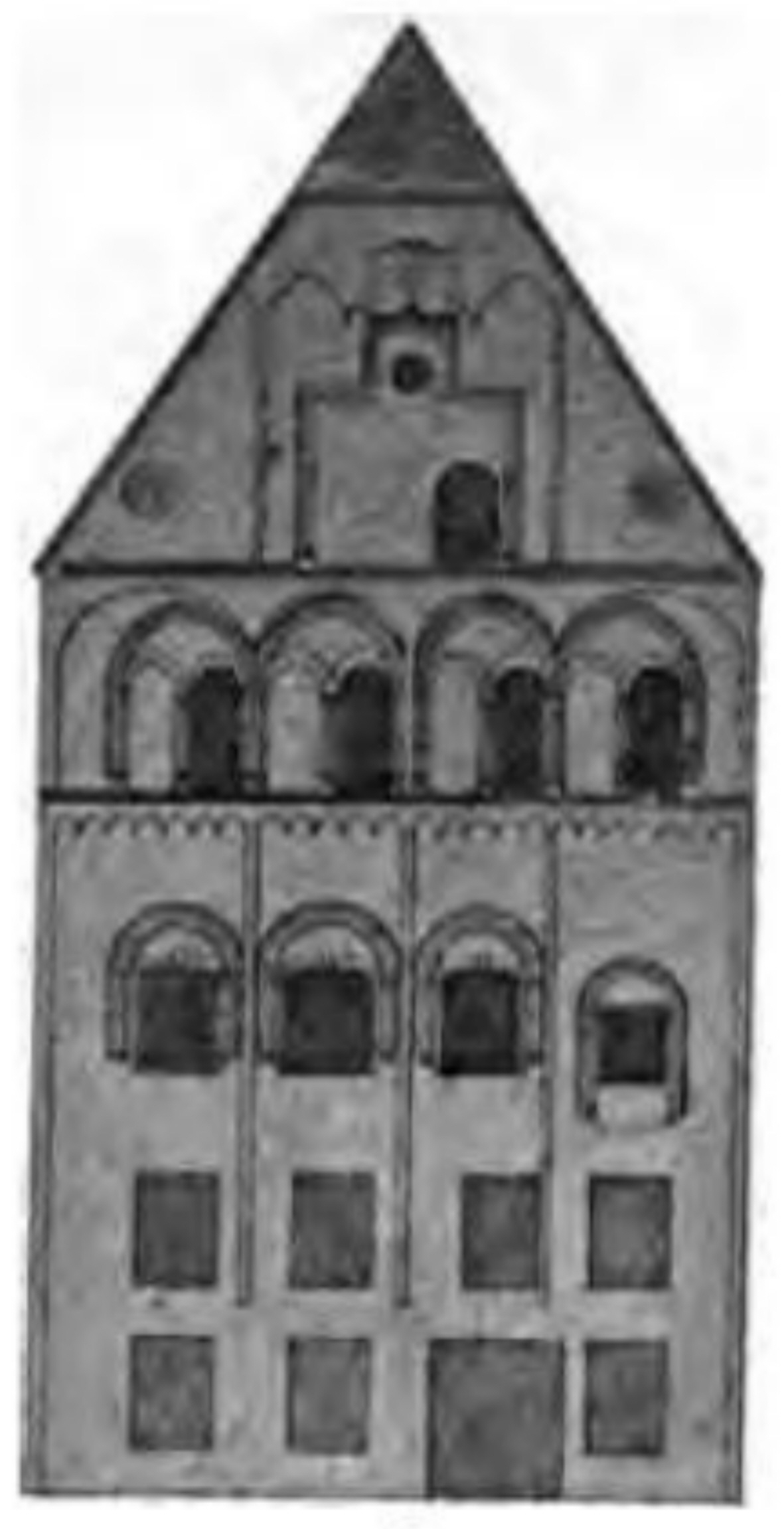
La Dreikönigenhaus avant les rénovations du XIXe siècle.
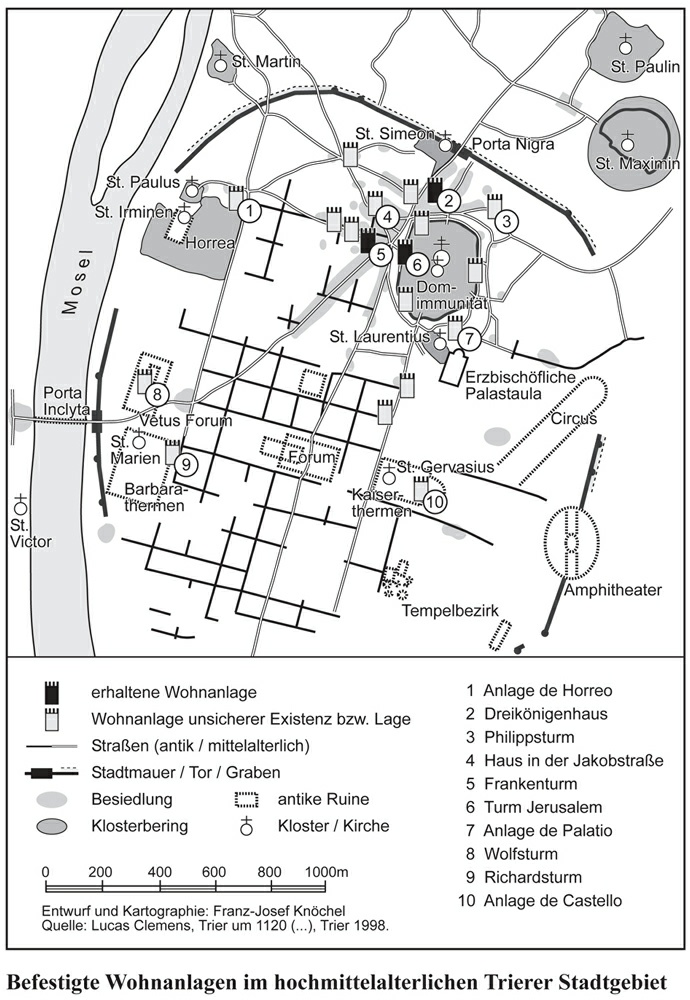
Carte des complexes résidentiels fortifiés de la haute ville médiévale de Trèves.

## Architecture
La forme architecturale du bâtiment, qui est une forme de transition de la tour résidentielle romane au bâtiment résidentiel gothique primitif, est particulièrement bien visible dans les fenêtres des différents étages et à l'extrémité du pignon. Les entrées du rez-de-chaussée datent d'une période plus récente, mais la palette de couleurs d'aujourd'hui est basée sur l'état médiéval. La Dreikönigenhaus est également remarquable en tant qu'exemple de la préservation des monuments dans la période d'avant-guerre, qui s'est efforcé de retracer son aspect médiéval aussi précisément et scientifiquement que possible.

## Littérature
- Lukas Clemens, Trier um 1220. Prolegomena zum Versuch einer Stadtrekonstruktion, in: Funde und Ausgrabungen im Bezirk Trier30 (1998), pp. 91-108.
- Franz-Josef Knöchel, Befestigte Wohnanlagen im mittelalterlichen Trier, in: Kurtrierisches Jahrbuch 42 (2002), pp. 85-103 («Dreikönigenhaus»: p. 93, en ligne ; PDF; 1.1 MB).
- Eduard Sebald, Mittelalterliche Turmhäuser in Trier, in: Burgen und Schlösser, 1/2018, pp. 23–35